# Ахвердиев, Кара Намаз оглы
Кара Намаз оглы Ахвердиев (азерб. Qara Namaz oğlu Haqverdiyev; 1892, Союдлу, Елизаветпольский уезд — 1967, Маариф, Кедабекский район) — азербайджанский советский животновод, лауреат Сталинской премии 1947 года.

## Биография
Кара Намаз оглы Ахвердиев родился 1892 году в селе Союдлу Елизаветпольского уезда Елизаветпольской губернии (ныне — село в Кедабекском районе Азербайджана). По национальности — азербайджанец.
С 1930 по 1957 год Ахвердиев работал чабаном на колхозе «Путь Ильича» Кедабекского района Азербайджанской ССР. В 1939 году чабан колхоза «13-й годовщины РККА» Кара Ахвердиев получил 414 голов приплода от 424 овцематок и с каждой головы в среднем 4 кг шерсти. Указом Президиума ВС СССР от 27 апреля 1940 года награждён медалью «За трудовую доблесть».
Кара Ахвердиев участвовал в выведении новой высокопродуктивной породы мериносовых овец «Азербайджанский горный меринос». Работая в отарах, на пастбищах, Ахвердиев наблюдал за овцами и давал ценные советы учёным. 
Умер 6 декабря 1967 года в селе Маариф Кедабекского района Азербайджанской ССР.

## Признание
- Сталинская премия третьей степени (1947) — за выведение новой высокопродуктивной породы мериносовых овец «Азербайджанский горный меринос»[5][2][1].
- орден Трудового Красного Знамени
- орден «Знак Почёта»
- большая медаль ВСХВ
- малая серебряная медаль ВСХВ[2].

## Память
В Кедабекском районе была учреждена премия «Чабан Кара», в честь Ахвердиева сочинена песня. В 1950 году на Бакинской киностудии был снят документальный фильм «Советский Азербайджан», удостоенный специального приза Каннского кинофестиваля 1951 года. В одном из эпизодов фильма был показан чабан Кара Ахвердиев.